# サイコ2
『サイコ2』（原題：Psycho II）は、ロバート・ブロック作のホラー小説、および1983年制作のアメリカ合衆国のサイコスリラー映画。　

## 小説
前作『サイコ』の続編として、1982年に発表された。

### あらすじ
ノーマン・ベイツは前作の事件以降、20年間に渡って精神病院の閉鎖病棟で暮らしてきた。主治医の精神科医であるアダム・クレイボーンは、20年間ノーマンと共に過ごしており、いつかノーマンを完治させることによって有名になろうと考えている。しかし、ノーマンは訪問してきた修道女を絞殺し、着衣を奪って逃走した。修道女の服装をしたノーマンは他の修道女と車に乗り込み、彼女を撲殺したうえで死姦を行った。その後、ヒッチハイカーが目にしたノーマンは彼を殺害して、車を燃やそうと考える。
警察が燃え上がる車を発見し、車中からは修道女とノーマンと思われる身元不明の男性の遺体が見つかる。しかし、同じころ玉突き事故で大勢の死傷者が出たため、ノーマンと思われる焼死体への検死は遅れた。
一方、サムとライラ・ルーミスの夫婦が自分たちの店で刺殺される。クレイボーンは、ノーマンと思われる死体は他人であり、彼が2人を殺害したと確信するが、警察は懐疑的であった。ルーミスの店を訪れたとき、ノーマンの人生を基にした映画が撮影されるという新聞記事を見る。クレイボーンは、ノーマンが製作に関わる者全てを殺害するためにハリウッドへ向かっていると考え、凶行を止めるために自身もハリウッドへ向かう。
クレイボーンはプロデューサーに請われてこの映画のコンサルタントになり、周囲の物事全てに対して目を光らせる。キャストやクルー、そして監督のヴィジニに紹介されるが、ヴィジニはノーマンの生き写しのような人物だった。クレイボーンは何か悪いことが起きるのではないかと考えているが、プロデューサーや主演女優は映画製作の中断に反対する。クレイボーンと脚本家のエイムズはプロデューサーを説得するために、プロデューサーの家を訪問するが、プロデューサーが首を切断されていることを発見する。
戦争中、ヴィジニが子どもの頃に母親は強姦されて死亡したのを目撃している。ヴィジニはマリオン・クレインを演じる女優を、シャワーシーンのリハーサルを行うという名目でスタジオに呼び出し、強姦し殺害しようと計画する。幼少時代のトラウマが彼の性的な心理に影響を与えていた。
クレイボーンはヴィジニに懐疑心を抱き、彼を止めるためにスタジオへ向かう。クレイボーンが去った後に、エイムズに車の焼死体を調べた警察から電話が入る。警察はヒッチハイカーが自首したと伝える。車中から発見された焼死体はノーマンだった。ヒッチハイカーはノーマンに殴られそうになったので殺害してしまい、証拠隠滅のために車を放火して逃走したのだった。
エイムズはヴィジニが殺人鬼だと考え、警察にスタジオへ向かうよう要請する。
一方、強姦しようとするヴィジニに女優が抵抗して蹴り飛ばす。するとヴィジニはカーテン奥から叫び声を上げながら現れて絶命する。シャワーの奥から現れた殺人鬼がナイフを手に取り女優に近づくが、彼女に切りかかろうとして、突入してきた警察に撃たれる。殺人鬼の正体はクレイボーンであった。彼は一命を取りとめ、ノーマンが20年間生活した精神病院に収容された。
精神病院の院長は、クレイボーンがノーマンに多くの時間と労力を費やしたが、ノーマンの死亡によって望んでいた名声を得られないと悟り、ノーマンの人格がクレイボーンに入り込んだと考えた。この別人格がサムやライラ、ヴィジニ、映画プロデューサーを殺害したのである。

## 映画
『サイコ』の続編として製作されているが、前作とは違い、原作を基に映画化したものではない（ユニバーサル・ピクチャーズの方針による）。よって、映画と小説は内容が大きく異なっている。なお、ブロックは映画ではキャラクター創作者としてクレジットされている。

### あらすじ
冒頭、前作のシャワールームでのマリオン惨殺シーンが流れる。
前作の連続殺人事件の22年後、マリオン・クレーンの妹ライラの抗議にも拘わらず、ノーマン・ベイツは精神的に健全であると判断され、精神病院から退院する。ビル・レイモンド博士のアドバイスに反して、ノーマンはベイツ・モーテルの裏にある自分の古い家に戻り、近くの食堂で働き始める。そこの若いウェイトレス、メアリーはボーイフレンドの家から追い出されたことから、ノーマンは彼女に自分の家に泊まってはどうかと言う。その後ノーマンは、モーテルの新しいマネージャーであるウォーレン・トゥーミーが麻薬を密売していることを知り、彼を解雇する。
ノーマンの社会への同化は順調に見えたが、行く先々で「母」からの謎の電話やメモを受け取るようになる。酔ったトゥーミーはその後、ノーマンに喧嘩を売る。ノーマンはメッセージを残したのはトゥーミーではないかと疑う。それから少しして、黒いドレスを着た人物がトゥーミーを殺害する。
ある夜、家の中で声が聞こえた後、ノーマンが母親の寝室に入ると、そこは22年前と全く同じ状態にあった。音に誘われて彼が屋根裏部屋に入ると、そこに閉じ込められてしまう。その後、近くにいた2人の少年の前に女性が現れ、1人を殺害する。もう1人は逃げる。屋根裏部屋でメアリーはノーマンを見つけ、母親の寝室を見せるが、そこは使われていない状態に戻っていた。保安官はその後、少年の殺害について2人から聴取する。メアリーは、その時2人で散歩していたと説明する。ノーマンは、メアリーが彼を見つけた時は屋根裏部屋の鍵が開いていたと言ったので、少年を殺したのは自分なのではないかと不安になる。
その夜、メアリーは母親のライラと会う。実際、2人はノーマンに電話をかけたりメモを渡したり、ノーマンの母親の格好をして窓辺でポーズをとったりもしてきているのだ。メアリーは母親の寝室を22年前の状態に戻し、ノーマンを屋根裏部屋に閉じ込め、その間、母親の寝室を元の状態に戻した。これら全ては彼を再び狂わせ、精神病院に再入院させるためのものだった。しかし、メアリーはノーマンとの友情が深まり、彼はもう人を殺すことは出来ないと確信した。彼女は、少年が殺された時にはノーマンは屋根裏部屋に閉じ込められていたことから、家の中に他に誰かいるのではないかと疑う。
レイモンド博士はメアリーがライラの娘であることを知り、この2人の女性がノーマンに嫌がらせをしているのではないかと疑う。ノーマンはそれには同意せず、全てのことの背後にいるのは自分の「本当の母親」に違いないと主張する。しかし、ノーマンには養子縁組の記録は無いのである。ノーマンはメアリーを詰問するが、メアリーはライラの計略における自分の役割はもう放棄したと言う。しかし、ライラの方はやめない。
ライラが「母」の衣装を地下室から取り出していると、何者かが彼女を殺害する。一方、警察はトゥーミーの遺体を発見する。メアリーはノーマンに逃げるよう説得しようと家に駆け込む。彼は電話に出て「母」と話し始める。メアリーは聞き耳を立てる。しかし、ノーマンの電話の先には誰もいないのだ。ノーマンがメアリーを殺すという「母」からの命令について「母」と議論している間、メアリーはノーマンに「電話を切らせる」ために地下室に駆け込み、「母」の扮装をする。レイモンド博士はノーマンを狂わせようとしているところのメアリーを捕まえたと思い、後ろから彼女を掴むが、恐怖の余りメアリーは博士の心臓にナイフを突き刺してしまう。
レイモンド博士の血まみれの死体の上に立つ「母」の姿を前にして、ノーマンは遂に正気を失い、赤ん坊のように意味のない音を発しながらメアリーに迫って行く。地下室に戻った彼女は、石炭の山に埋もれているライラの遺体を発見する。ノーマンが殺したと考えたメアリーはナイフを振り上げてノーマンを殺そうとするが、やって来た警察に射殺される。メアリーとライラの間の立ち聞きされた口論、メアリーがノーマンを殺そうとしたこと、そして彼女がノーマンの母親に扮したことを勘案して、警察はメアリーが全ての殺人を犯したという、誤った判断を下す。
その後、食堂の別のウェイトレス、エマ・スプールがノーマンを訪ね、彼女が本当の母親であることを告げる。ベイツ夫人はエマの妹で、エマが施設に入れられている間、幼児のノーマンを養子に迎えたのだった。エマは自分が真犯人であり、息子に危害を加えようとする者は誰でも殺したことを明かす。それを聞いたノーマンは彼女を殺し、死体を母親の部屋に運ぶ。「母」の人格が再び彼の心を支配すると、彼は「母」の声で独り言を言い始める。

### キャスト
| 役名                   | 俳優                       | 日本語吹替 |
| ---------------------- | -------------------------- | ---------- |
| ノーマン・ベイツ       | アンソニー・パーキンス     | 松橋登     |
| ライラ・ルーミス       | ヴェラ・マイルズ           | 中西妙子   |
| ビル・レイモンド博士   | ロバート・ロッジア         | 小林勝彦   |
| メアリー・サミュエルズ | メグ・ティリー             | 戸田恵子   |
| ウォーレン・トゥーミー | デニス・フランツ           | 飯塚昭三   |
| ジョン・ハント保安官   | ヒュー・ギリン             | 富田耕生   |
| ラルフ                 | ロバート・アラン・ブラウン |            |
| エマ・スプール医師     | クローディア・ブライアー   | 麻生美代子 |
| 少年時代のノーマン     | オズ・パーキンス           |            |

その他：加藤正之、岡のりこ、深見梨加、堀川亮、北村弘一、池田勝、小島敏彦、徳丸完、相生千恵子、巴菁子、横尾まり、伊倉一恵、小室正幸
初放送：テレビ朝日「日曜洋画劇場」1987年7月26日

### 製作
1982年、小説「サイコ」の原作者ロバート・ブロックは、続編「サイコ2」を発表したが、ハリウッドのスラッシャー映画を風刺する内容であった。これを懸念したユニバーサルは、ブロックの作品とは異なる独自の続編を製作することを決定した。かつてヒッチコックに師事していたオーストラリアの映画監督リチャード・フランクリンが監督に指名され、脚本にはトム・ホランドが雇われた。
『サイコ』で監督助手を務めたヒルトン・A・グリーンは製作の依頼を受けたものの、亡くなったヒッチコックが続編の製作を承認しないでのはないかと不安を覚えた。そのためヒッチコックの娘のパトリシア・ヒッチコックに連絡を取り、続編に対する考えを聞いた。パトリシアは続編に対して賛意を表し、「父も作品を愛するだろう」と伝えた。
当初は、ケーブルテレビ向けに製作される予定であった。アンソニー・パーキンスは、一度ノーマン・ベイツの再演を断ったが、脚本を読んだ後、出演に同意した。パーキンスは、「トム・ホランドの脚本を受け取ったが、非常に好きな作品だ。これはまさにノーマンのストーリーだ。」と語っている。パーキンスを引き入れる前、スタジオはクリストファー・ウォーケンを代役として考えていた。

### 撮影
『サイコ2』の撮影は、カリフォルニア州ユニバーサルシティのユニバーサル・スタジオ内で、1982年6月30日から8月13日にかけて行われた。ベイツの家は1960年から残存していたが、モーテルは再建する必要があった。『サイコ』と同様に、ほとんどのシーンがユニバーサル・スタジオの裏宅地で撮影が行われた。また、ランプや鳥の剥製、ノルマ・ベイツの部屋にあった真鍮の腕や暖炉等、いくつかの小道具やセットの一部は、デザイナーのジョン・W・コルソとジュリー・フレッチャーによって発見された。『サイコ』で使用された家の外観は、製作のためにユニバーサル・スタジオの別の区画に移された。
フランクリンとホランドは共にこの作品をヒッチコックと『サイコ』に捧げたいと考えていた。そのため、作品の中にいくつかのジョークシーンを入れた。例えば、メアリーとノーマンが最初にノーマンの母ベイツの部屋に入った際、ライトをつける前にヒッチコックのシルエットが壁に浮かび上がる。また、ノーマンがキッチンに入りジャケットを椅子に置くシーン等、様々なシーンを『サイコ』から引用している。
撮影を受けて、フランクリンはパーキンスを非常に寛大な人物であると語り、マイルズを精力的かつ最も力強い役者の一人として称賛を贈っている。

### 配役
メアリー役には、前作で殺害される役を演じたジャネット・リーの実の娘であるジェイミー・リー・カーティスが候補に上がっていた。
マリオンの婚約者（事件後、ライラと結婚した）サムは登場しない。劇中では既に亡くなっている設定になっている。前作でサムを演じたジョン・ギャヴィンは当時、俳優を引退して駐メキシコ大使を務めていた（1981年から1986年まで赴任）。ライラ役のヴェラ・マイルズは前作に続いての出演である。

### その他
ヒロイン役を演じたメグ・ティリーはテレビの視聴を許されぬ家庭に育ったため、前作を観たことがなく、アンソニー・パーキンスがその作品で高い評価を受けていることも知らなかったため、撮影現場で不用意な発言をしてパーキンスの怒りを買ってしまった。